# Тодійчук Олександр Сергійович
Тодійчук Олександр Сергійович (нар. 22 червня 1953, село Боратин, Луцький район, Волинська область — 3 березня 2015) — український енергетик. Заступник Голови правління НАК «Нафтогаз України» (з 30 квітня 2014).

## Освіта
1976 — Український інститут інженерів водного транспорту.
1994 — Інститут сучасних бізнес-наук (Татабанья, Угорщина).
1998 — Міжнародний інститут менеджменту (Київ), магістр бізнес-адміністрування.

## Кар'єра
1976–1977 — інженер Луцького відділення інституту «Гіпроспецавтотранс».
1977–1978 — інженер виробничо-планового відділу, Луцьке ШРСУ-95.
1978–1990 — інженер, старший інженер, начальник сектора, заступник начальника відділу інституту «Южгіпронефтепровод».
1990–1993 — головний інженер проектів, головний інженер інституту «Укрдіпрорічтранс».
1993–1994 — директор інституту «Южгіпронефтепровод».
1994–2001 — голова правління ВАТ «Інститут транспорту нафти», м. Київ.
2001–2003 — голова правління, з серпня 2003 — президент, в.о. гендиректора ВАТ «Укртранснафта».
2001–2004 — член правління НАК «Нафтогаз України».
Був керуючим партнером консалтингової компанії ТОВ «FGL Energy».
Президент МГО Київського міжнародного енергетичного клубу «Q-Club», з 2008.
Директор Міжнародного енергетичного центру ім. І.Люндіна Благодійного Фонду Богдана Гаврилишина, з 2009.
Радник Державних секретарів, Президента України і Міністрів палива та енергетики з інтеграційних питань, 2005–2008.
Координатор з питань реалізації Меморандуму про взаєморозуміння Україна — ЄС в енергетичному секторі за програмою INOGATE, 2006–2008.
Спеціальний уповноважений України з питань реалізації Євро-Азійського нафтотранспортного коридору, 2001–2004.
Голова правління ВАТ «Укртранснафта», 2001–2004; 2005–2006.
Директор ВАТ «Інститут транспорту нафти», 1993–2001.
Помер в березні 2015 року.

## Сім'я
Одружений, виховував доньку.